# Gyropyga nigra
Gyropyga nigra là một loài tò vò trong họ Ichneumonidae.